# Cardea

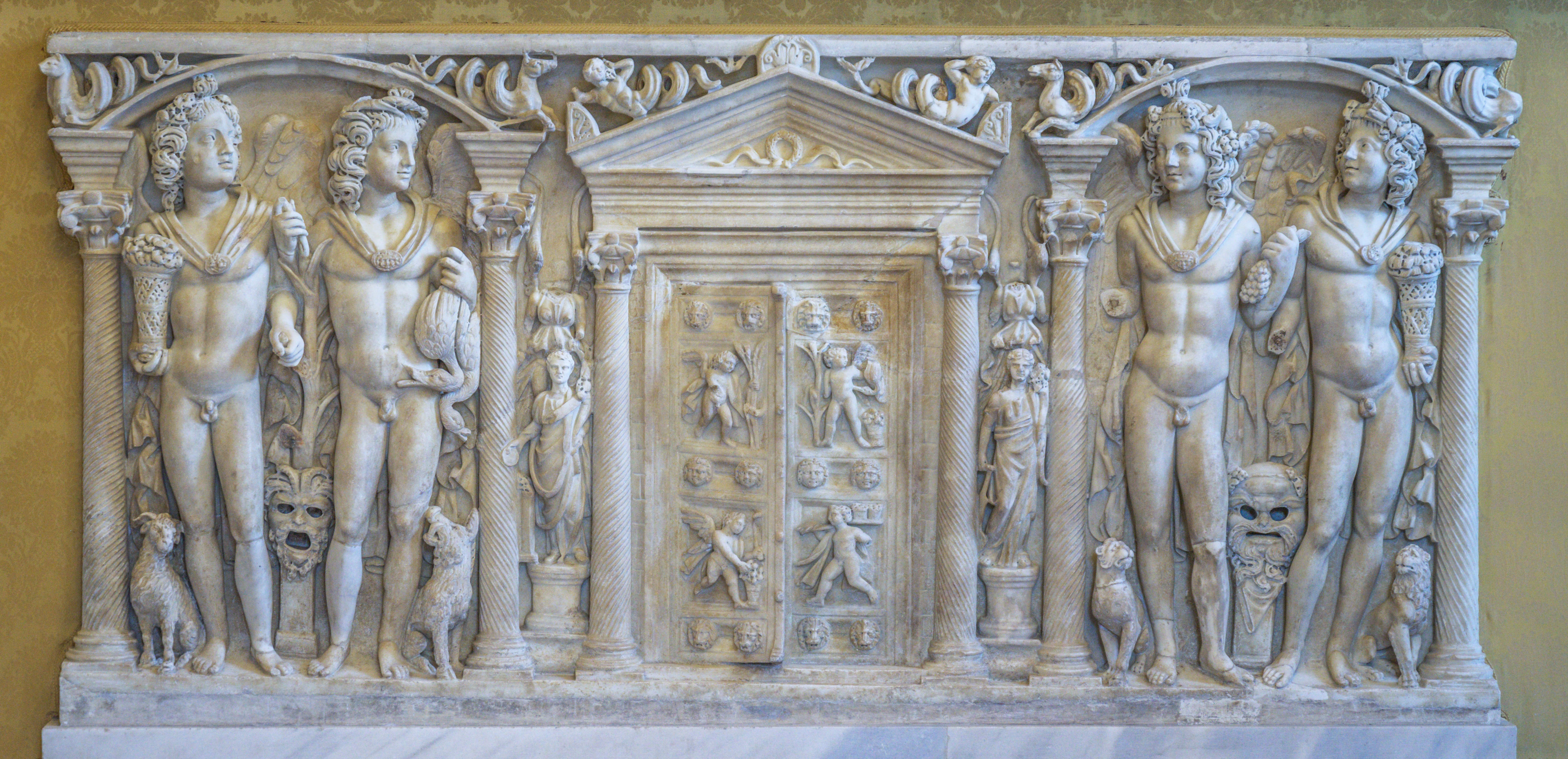
Die vier Jahreszeiten (Horae) flankieren eine die Schwelle ins Jenseits symbolisierende Doppeltür (Sarkophag aus der Mitte des dritten Jahrhunderts n. Chr.)

Cardea (lateinisch cardo „Türangel“, „Scharnier“) war in der römischen Religion die Göttin der Schwellen, der Türscharniere und der Türgriffe.
Wie Forculus, der Gott der Türpfosten, und Limentinus, der Gott der Türschwelle, gehört sie in die Reihe der römischen Sondergottheiten. Ihre Verwechslung mit der ganz unterschiedlichen Carna, einer Göttin der Gesundheit, geht auf Ovid zurück, der in den Fasti folgende Geschichte erzählt:
Cardea, die ursprünglich Carne hieß, war eine schöne Nymphe im Hain des Helernus am Tiber. Wenn ein Verehrer sie um ein Stelldichein bat, sagte sie, dass sie sich schäme so unter offenem Himmel, er möge ihr doch vorausgehen in ein Gebüsch oder zu einer Höhle. Sobald ihr Verehrer das tat und sie somit aus dem Auge ließ, entwischte sie in die Büsche. Den doppelgesichtigen Janus konnte sie aber so nicht täuschen, und Cardea musste ihr Versprechen einlösen.
Zum Dank gab ihr Janus die Macht über die Türscharniere und Türgriffe. Mit dem Zauber des Weißdorns konnte sie fortan Kinder gegen blutsaugende Strigen und Hexen schützen. Ovid sagte von Cardea: „Ihre Macht ist es, zu öffnen, was geschlossen ist; zu schließen, was geöffnet ist.“ Was Ovid weiter über den Festbrauch an den Kalenden des Iunius erzählt, bezieht sich auf Carna.

## Trivia
Im Januar 2025 wurde der Quasisatellit 2004 GU9 nach der Göttin Cardea benannt.